# 石臼湖
石臼湖是天然的淡水湖泊，由古丹阳湖分化而成，总面积196平方公里，是江苏溧水区、高淳区和安徽博望区、当涂县四区/县间的界湖，為南京地區最大的天然淡水湖泊。
石臼湖和固城湖等古为丹阳湖。
石臼湖南岸的高淳区（原高淳县）武家嘴，原为渔村，因贫穷被称为“渔化子村”，后发展造船、水运业致富，现有“金陵首富村”、“中国民间水运造船第一村”之誉，户均拥有资产六百万元。

## 交通
石臼湖特大桥横跨石臼湖，是连接南京主城区、溧水区和高淳区的通道。